# Akodon paranaensis
Akodon paranaensis är en gnagare i släktet fältmöss som förekommer i Sydamerika. Individer som numera klassificeras som Akodon paranaensis antogs tidigare tillhöra Akodon serrensis. På grund av avvikande genetiska och morfologiska egenskaper beskrevs Akodon paranaensis året 2000 som art. Enligt en studie från samma år bör taxonet delas i flera arter.
Arten blir 88 till 125 mm lång (huvud och bål), har en 60 till 92 mm lång svans och 22 till 24 mm långa bakfötter. Pälsen är på ovansidan lång och mjuk och den har på hela kroppen en grå-oliv färg. Händer och fötter har på ovansidan gråbruna hår. Svansen är täckt av fjäll och av korta styva hår.
Denna fältmus lever i sydöstra Brasilien och i angränsande områden av nordöstra Argentina och östra Paraguay. Den vistas i låglandet och i kulliga områden upp till 900 meter över havet. Habitatet utgörs av kyliga regnskogar, barrskogar som domineras av träd från familjen Araucariaceae samt av jordbruksmark. Akodon paranaensis besöker även gräsmarker och buskskogar.
Arten är inte hotad i beståndet och den listas av IUCN som livskraftig (LC).